# Ms. Jackson
Ms. Jackson é uma canção da dupla americana de hip-hop OutKast e o segundo single de seu quarto álbum, Stankonia. A canção alcançou o topo da Billboard Hot 100 em fevereiro de 2001 e ganhou o Prêmio Grammy de Melhor Interpretação de uma Dupla ou Grupo de Rap. A canção também alcançou o topo das paradas da Alemanha e chegou à segunda posição no Reino Unido, ficando atrás apenas da canção "Whole Again", do grupo feminino Atomic Kitten
"Ms. Jackson" é a mãe real de Erykah Badu, ex-namorada de André 3000 e mãe de seu filho "Seven". A canção discute os problemas que perturbações, separações e divórcios podem vir a cair num casal, e a animosidade que uma sogra pode ter para o seu ex-marido ou namorado de sua filha.
O single ajudou nas vendas do álbum após as diversas críticas do primeiro single do álbum, "B.O.B.", que não conseguiu entrar na Billboard Hot 100 e alcançou apenas a 69ª posição na Billboard Hot R&B/Hip-Hop Songs.
A canção traz samples de "Strawberry Letter 23" por The Brothers Johnson e destaca uma versão alterada e fragmentos de "Bridal Chorus", da ópera Lohengrin, do compositor alemão Richard Wagner, tocada no piano.

## Lista de faixas
Single vinil 12 polegadas (Reino Unido)
1. "Ms. Jackson" – 4:30
2. "Elevators (Me & You)" – 4:56

CD single (Reino Unido)
1. "Ms. Jackson" – 3:36
2. "Elevators (Me & You)" – 4:56
3. "Ms. Jackson" (videoclipe) – 4:58

CD single (Europa)
1. "Ms. Jackson" (rádio mix) – 4:03
2. "Ms. Jackson" (instrumental) – 4:34

CD single (Austrália)
1. "Ms. Jackson" (Rádio Mix) – 4:03
2. "Ms. Jackson" (Instrumental) – 4:34
3. "Sole Sunday [participação de Gooodie Mob]" (Rádio Mix) - 4:41
4. "Sole Sunday" (Instrumental) - 4:41

## Paradas
| Top (2000)                                       | Melhor posição |
| ------------------------------------------------ | -------------- |
| Estados Unidos - Billboard Hot 100               | 1 (1s)         |
| Estados Unidos - Billboard Hot R&B/Hip-Hop Songs | 1 (1s)         |
| Austrália - ARIA Singles Chart                   | 2              |
| Áustria - Austrian Singles Chart                 | 3              |
| Bélgica - Belgian (Flandres) Singles Chart       | 2              |
| Bélgica - Belgian (Valônia) Singles Chart        | 5              |
| Dinamarca - Danish Singles Chart                 | 3              |
| Países Baixos - Dutch Singles Chart              | 1              |
| Finlândia - Finnish Singles Chart                | 8              |
| França - French Singles Chart                    | 5              |
| Itália - Italian Singles Chart                   | 9              |
| Noruega - Norwegian Singles Chart                | 1              |
| Nova Zelândia - RIANZ Singles Chart              | 5              |
| Suécia - Swedish Singles Chart                   | 1              |
| Suíça - Swiss Singles Chart                      | 2              |